# Бергманис, Вилис
Вилис Бергманис (латыш. Vilis Bergmanis; 10 декабря 1892, Залениекская волость, Добленский уезд, Курляндская губерния, Российская империя — 21 января 1976, Рига, Латвийская ССР, СССР) — латвийский и советский актёр, театральный режиссёр и педагог. Заслуженный деятель искусств Латвийской ССР (1954).

## Биография
Родился 10 декабря 1892 года на территории Залениекской волости, Добленский уезд, Курляндская губерния, Российская империя. Получил образование в приходской школе, а уже в 1907 году начал актёрскую карьеру в рижском театре «Аполлон». 
Спустя  год он был принят в труппу Лиепайского театра, а в 1909 году стал выступать на сцене Нового рижского театра. 30 сентября 1916 года в театральном помещении начал функционировать театр «Комедия», в актёрскую группу которого вошёл и Бергманис. Кроме того, в 1920 году он вошёл в труппу нового театра «Дайлес». 
В 1921 году Бергманис уехал в Россию, где в 1927 году возглавил Ленинградский латышский театр. В 1945 году принимал участие в организации съёмок Парада Победы на Красной площади в Москве, а в 1949 году вернулся в Ригу, где стал работать над написанием собственных воспоминаний о работе в России, которые затем были опубликованы в журнале  «Литература и искусство».
С 1952 по 1960 год Бергманис был директором Латвийского национального театра, активно работая над включением в актёрскую группу молодых артистов. С 1962 по 1964 год занимал должность директора Рижского театра оперетты.
В поздние годы жизни проживал в Риге, Латвийская ССР, СССР. Скончался 21 января 1976 года в возрасте 83 лет. Похоронен на местном Лесном кладбище.

## Личная жизнь
Братом Бергманиса был актёр и режиссёр Арведс Бергманис (1885—1938?). Кроме того, у него было две сестры: Анна и Густе. 
Бергманис был женат на актрисе Мирдзе Шмитени (1887—1978).

## Награды
- Заслуженный деятель искусств Латвийской ССР (1954)